# Oroscopa variegata
Oroscopa variegata är en fjärilsart som beskrevs av George Francis Hampson 1926. Oroscopa variegata ingår i släktet Oroscopa och familjen nattflyn. Inga underarter finns listade i Catalogue of Life.